# Amblyanthus glandulosus
Amblyanthus glandulosus là một loài thực vật có hoa trong họ Anh thảo. Loài này được (Roxb.) A.DC. mô tả khoa học đầu tiên năm 1841.